# Paulo Emílio de Sousa de Lemos e Menezes
Paulo Emílio de Sousa de Lemos e Menezes (Viseu, 18 de Junho de 1812 – Viseu, 10 de Outubro de 1870) foi advogado, jornalista e político de Viseu, tendo sido governador civil do distrito, secretário-geral e administrador do concelho e director e fundador do jornal «O Viriato».

## Biografia
O Dr. Paulo Emílio de Souza de Lemos e Menezes nasceu na Casa de São Miguel e matriculou-se na Faculdade de Direito da Universidade de Coimbra a 30 de Outubro de 1834, licenciando-se em Direito a 10 de Junho de 1839. Sucedeu a seu pai o Dr. João Victorino de Sousa e Albuquerque quer no prestígio político quer na Casa do Arco, na rua Direita, onde viveu alguns anos, e na quinta de Alter, em Vildemoinhos. Casou a 8 de Outubro de 1838, na Sé de Viseu, com D. Maria de Jesus de Mesquita e Melo, e tiveram várias filhas e um filho, o General Dr. José Victorino de Sousa e Albuquerque, Par do Reino e o último governador civil do distrito de Viseu durante a Monarquia, afastado a 5 de Outubro de 1910.
O Dr. Paulo Emílio, nomes próprios por que era correntemente conhecido, tem ainda hoje uma rua com o seu nome na cidade de Viseu. Exerceu a advocacia e desenvolveu paralelamente a actividade jornalística, nomeadamente no jornal «O Viriato», que fundou e dirigiu durante 16 anos. Como político, foi várias vezes vereador da Câmara Municipal, foi secretário-geral e administrador do concelho e governador civil do distrito. Numa Pompílio, no seu livro Filhos Ilustres de Viseu (1937), disse dele: «Bela inteligência e grande homem de bem».